# Dag Malmberg
Dag Åke Sigvard Malmberg (Gävle, 18 gennaio 1953) è un attore svedese.

## Filmografia parziale
Cinema
- Borg McEnroe, regia di Janus Metz (2017)

Televisione
- Kodenavn Hunter - miniserie TV, 4 episodi (2007)
- The Bridge - La serie originale (Bron/Broen) - serie TV, 30 episodi (2011-2018)
- Gentlemen & Gangsters - miniserie TV, 3 episodi (2016)